# Меганомский маяк
Маяк Меганом — навигационное сооружение в Крыму. Находится в самой южной части мыса Меганом.

## История
29 мая 1895 года был издан указ «Об учреждении должности Смотрителя Меганомского маяка на Чёрном море». 15 сентября 1895 года маяк был введен в действие. В годы Великой Отечественной войны (1941—1945) подвергся разрушениям.
Был перенесён на более подходящее место.
В 1959 году здесь демонтировали газовую горелку, а светооптический прибор перевели на электрический ток. В 1980-е годы к маяку подвели внешнее электропитание, установили резервный огонь с проблесковыми приборами.

## Филателия

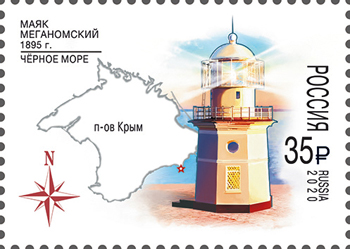
Почтовая марка. Россия 2020. 125 лет Меганомскому маяку
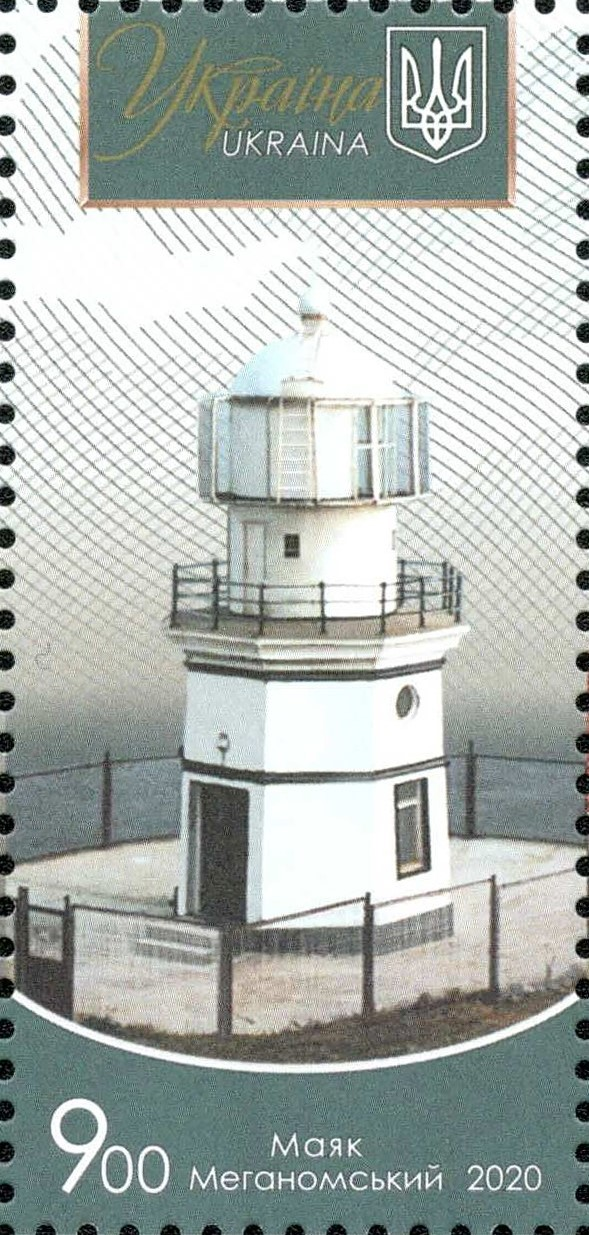
Марка Украины